# Gotland II
Die Gotland II war ein deutsches Frachtschiff, das im Dezember 1981 im Rahmen einer Forschungsreise in der Antarktis sank.

## Geschichte
Das Schiff wurde 1971 bei Schulte & Bruns in Emden für die Reederei Schulte & Bruns gebaut. Der Stapellauf fand am 29. Juni 1971 statt. Die Ablieferung des Schiffes, das als Annemarie Schulte mit Heimathafen Bremen in Fahrt kam, erfolgte am 16. September 1971.
Am 5. Dezember 1974 sank das beladene Schiff nach einer Kollision mit der unter zypriotischer Flagge fahrenden Ismani in der Wesermündung in der Nähe von Blexen. Bei dem Unglück kam ein Besatzungsmitglied ums Leben. Das Schiff wurde Anfang Februar 1975 gehoben und zunächst im flachen Wasser auf Grund gesetzt. Später wurde es nach Brake geschleppt und dort entladen. Das stark beschädigte Schiff wurde zwar von der Versicherung zum Totalverlust erklärt, die Reederei ließ es jedoch vom Werk Seebeck der AG „Weser“ in Bremerhaven instand setzen und brachte es später wieder in Fahrt.
1978 wurde das Schiff verkauft und vom Schulauer Schiffahrtskontor in Wedel als Gotland II mit Heimathafen Hamburg betrieben, nachdem es bei Jos. L. Meyer in Papenburg verlängert und der Kran sowie die Ladebäume entfernt worden waren.
Ende 1980 wurden mit dem Schiff Bauteile für die zu errichtende Georg-von-Neumayer-Station in die Antarktis verschifft. Dafür wurde es auf der Howaldtswerke-Deutsche Werft AG in Hamburg umgebaut. Bei dem Umbau wurde das Schiff u. a. mit einem Ladebaum mit 20 t Tragkraft und einem Hubschrauberlandeplatz ausgerüstet sowie zusätzliche Unterkünfte eingebaut und der Rumpf verstärkt.
Auch für die zweite GANOVEX-Expedition der Bundesanstalt für Geowissenschaften und Rohstoffe in die Antarktis wurde das Schiff genutzt. Da das Schiff, anders als bei der Verschiffung der Bauteile für die zu bauende deutsche Antarktisstation, wo es von einem eisgängigen Schlepper und einem Polarforschungsschiff begleitet wurde, im Rahmen der GANOVEX-II-Expedition alleine unterwegs war, wurde es zusätzlich mit einer Wettersatellitenempfangsanlage ausgerüstet. Für die Aufklärung der Eisverhältnisse in der Antarktis sollten die an Bord mitgeführten Hubschrauber eingesetzt werden.
Die Expedition startete am 14. November 1981 von Neuseeland aus. An Bord des Schiffes befanden sich 16 Besatzungsmitglieder, zwölf Wissenschaftler, acht Expeditionsbegleiter sowie fünf Hubschrauberpiloten für die bordeigenen Hubschrauber, mit denen in der Antarktis Expeditionen geflogen werden sollten. Das Schiff sollte nach rund zehn Tagen bei Kap Adare in der Region Viktorialand die Küste der Antarktis erreichen. Durch Packeis verzögerte sich die Überfahrt auf fast einen Monat. Viktorialand wurde am 10. Dezember erreicht. Das Schiff sollte jedoch zur versorgungstechnisch günstigeren Yule-Bucht weiterfahren. Auf dem Weg dorthin wurde das Schiff von Packeis eingeschlossen. Durch den Eisdruck schlug das Schiff am 17. Dezember leck und sank schließlich am 18. Dezember 1981 (⊙). Mit dem Schiff ging ein Großteil der Ausrüstung für die GANOVEX-II-Expedition im Wert von knapp 1,4 Mio. DM verloren. Die Schiffsbesatzung und Expeditionsmannschaft konnten sich mithilfe der Hubschrauber zur Lillie-Marleen-Schutzhütte retten.

## Technische Daten und Ausstattung
Das Schiff wurde von einem Viertakt-Achtzylinder-Dieselmotor des Herstellers Klöckner-Humboldt-Deutz mit 1.965 kW Leistung angetrieben. Der Motor wirkte über ein Untersetzungsgetriebe auf einen Propeller. Das Schiff erreichte eine Geschwindigkeit von 13,2 Knoten.
Für die Stromversorgung standen zwei Dieselgeneratoren mit je 115 kVA Scheinleistung, ein Dieselgenerator mit 78 kVA Scheinleistung sowie ein Notgenerator mit 45 kVA Scheinleistung zur Verfügung.
Das mit einem Zwischendeck versehene Schiff war als Volldecker bzw. als Freidecker vermessen. Die Seitenhöhe als Volldecker betrug 7,72 Meter, die als Freidecker 5,00 Meter. Der Tiefgang des Schiffes als Volldecker betrug maximal 6,43 Meter, als Freidecker 5,14 Meter. Nach dem Umbau 1978 betrug der Tiefgang des Schiffes als Volldecker maximal 6,42 Meter, als Freidecker 5,17 Meter.
Die Decksaufbauten befanden sich im hinteren Bereich des Schiffes. Vor den Decksaufbauten befand sich der Laderaum mit einer Luke mit den Abmessungen 42,70 Meter × 9,50 Meter. Die Luke wurde mit einem MacGregor-Lukendeckel verschlossen. Das Schiff war bis 1978 mit einem Kran ausgestattet, der auf seitlich auf dem Lukensüll angebrachten Schienen in Längsrichtung verfahren werden konnte. Weiterhin war das Schiff vor den Decksaufbauten und am Mast auf der Back mit jeweils einem Ladebaum ausgestattet. Kran und Ladebäume konnten jeweils 5 t heben.
Der Rumpf des Schiffes war eisverstärkt (Eisklasse E3).